# Podsypka prochowa
Podsypka prochowa – niewielki ładunek prochu czarnego.
Umieszczona jest w woreczku przylegającym do gniazda zapłonnika wzmacniając ogień zapłonnika i zwiększając ciśnienie zapłonu. Ma zastosowanie w nabojach artyleryjskich, układach wyrzucających elementy z pocisków, oraz w silnikach rakietowych na paliwo stałe.